# 공주 포정사 문루
공주 포정사 문루(公州 布政司 門樓)는 대한민국 충청남도 공주시에 있는, 조선시대 충청도 관찰사가 공무를 집행하던 선화당 앞에 서있던 포정문(布政門, 정문)이다. 1980년 12월 29일 충청남도의 유형문화재 제93호 포정사 및 삼문으로 지정되었다가, 2004년 10월 30일 현재의 명칭으로 변경되었다. 삼문은 솟을지붕 형태로 공포를 짜지 않은 소박한 민도리집 계통이며, 양 옆칸은 민가로 사용되고 있다. '포정사 및 삼문'은 다른 용도로 사용되면서 변형이 있었지만 조선 후기 관아건물 연구의 중요한 자료이다.

## 역사
공주는 충청도 전체를 관장하던 지방행정의 중심지로 감영에는 50여 채의 건물이 있었다고 하나, 지금은 선화당과 포정사 및 삼문, 부속건물 1채 만이 남아있다. 원래는 공주대학교 사범대학 부설고등학교 옆에 있었는데, 옛 공주군청 옆으로 옮겨지어 공주 제2감리교회 등으로 사용되어 왔다. 교동에 있던 것을 1993년 선화당 앞 지금의 위치에 복원하였다. 이후 본래 위치인 공주대학교 사범대학 부설고등학교 정문에 다시 복원되었다.

## 구조
포정사는 앞면 5칸·옆면 2칸의 2층 건물로, 문루건물이 일반적으로 가지고 있는 우진각지붕집이다. 우진각 지붕은 지붕면이 4면으로 경사진 지붕을 말하며, 이 건물에서 지붕 모양 이외에는 문루 건축에서 나타나는 특징을 찾아볼 수 없다. 1층의 양 옆은 판자벽으로 막고 가운데 3칸만 문을 만들어 출입할 수 있게 하였으며, 2층은 누마루로 난간을 돌리고 서쪽에 오르내리는 계단을 만들었다. 교회·사무실 등으로 사용되어 내부와 창틀 등이 개조되었으나, 겉모습은 비교적 잘 남아 있다.

### 참고 자료
1. ↑  충청남도 고시 제2004-197호, 《충청남도 지정문화재 및 문화재자료 지정》, 충청남도지사, 2004-10-30
2. ↑  김준호 (2018년 12월 5일). “옛 충청감영 정문 '포정사 문루' 공주사대부고 정문에 복원”. 2020년 9월 20일에 확인함.

- 포정사문루 - 국가유산청 국가유산포털

## 같이 보기
- 공주 선화당 - 충청남도 유형문화재 제92호
- 포정문